# Eerste klasse basketbal dames (België)
De eerste nationale, officieel Top Division Women 1, is de hoogste afdeling van het Belgische vrouwenbasketbal. De inrichtende macht is Basketball Belgium (BB).

## Competitie
De competitie telt 12 clubs en 22 speeldagen. De acht best geklasseerden spelen play-offs voor de landstitel. De zwakste vier ploegen spelen play-downs.

### Huidige clubs
De teams in het seizoen 2024-2025 zijn:
| Club                               | locatie                                           |
| ---------------------------------- | ------------------------------------------------- |
| Royal Castors Braine               | Eigenbrakel                                       |
| Koninklijk Basket Team ION Waregem | Waregem                                           |
| LDP Donza                          | De Pinte - Deinze - Nazareth - Sint-Martens-Latem |
| House of Talents Kortrijk Spurs    | Kortrijk                                          |
| Basket Lummen                      | Lummen                                            |
| CEP Ladies Basketball              | Monceau-sur-Sambre                                |
| Basket Namur Capitale              | Namen                                             |
| Kangoeroes Basket Mechelen         | Mechelen                                          |
| Amon Jeugd Gentson                 | Gent                                              |
| Basketball Brunehaut               | Brunehaut                                         |
| CIMEDE Liège Panthers              | Luik                                              |
| Phantoms Basket Boom               | Boom                                              |

## Landskampioen
| - 1935 C.A.F. Schaerbeek - 1936 Fémina Liège - 1937 Fémina Liège - 1938 Fémina Liège - 1939 Fémina Liège - 1940 geen competitie - 1941 geen competitie - 1942 Fémina Liège - 1943 geen competitie - 1944 geen competitie - 1945 geen competitie - 1946 Atalante Bruxelles - 1947 Atalante Bruxelles - 1948 Etoile BC Gent - 1949 Atalante Bruxelles - 1950 U.S. Anderlecht - 1951 Atalante Bruxelles - 1952 Atalante Bruxelles - 1953 Atalante Bruxelles - 1954 Antwerpse BC - 1955 Antwerpse BC - 1956 Antwerpse BC - 1957 Antwerpse BC - 1958 Antwerpse BC - 1959 Antwerpse BC - 1960 Antwerpse BC - 1961 Standard Luik - 1962 Standard Luik BC - 1963 Standard Luik BC - 1964 Standard Luik BC | - 1965 Etoile Destelbergen - 1966 Royal White Woluwe - 1967 Standard Luik BC - 1968 Standard Luik BC - 1969 Hellas BC - 1970 Etoile Destelbergen - 1971 BC Le Logis - 1972 BC Le Logis - 1973 SIM Aalst - 1974 Hellas BC - 1975 BC Le Logis - 1976 Amicale Merelbeke - 1977 DBC Aalst - 1978 Amicale Merelbeke - 1979 Stars Destelbergen - 1980 BC Koksijde - 1981 BC Koksijde - 1982 BC Koksijde - 1983 BC Koksijde - 1984 BC Koksijde - 1985 Charles Quint Fémina Bruxelles - 1986 Charles Quint Fémina Bruxelles - 1987 Charles Quint Fémina Bruxelles - 1988 Charles Quint Fémina Bruxelles - 1989 Royal Monceau BC - 1990 Miniflat Waregem - 1991 Saint Servais BC - 1992 Saint Servais BC - 1993 Saint Servais BC - 1994 Saint Servais BC | - 1995 Soubry Kortrijk - 1996 Soubry Kortrijk - 1997 BC SS Namur - 1998 BC SS Namur - 1999 BC SS Namur - 2000 BC SS Namur - 2001 BC SS Namur - 2002 BC SS Namur - 2003 BC SS Namur - 2004 BC SS Namur - 2005 BC SS Namur - 2006 BC SS Namur - 2007 BC Dexia SS Namur - 2008 IMC Dames Waregem - 2009 BC Dexia SS Namur - 2010 BC Sint-Katelijne-Waver - 2011 Declercq Stortbeton Waregem BC - 2012 Blue Cats Ieper - 2013 BC Dexia SS Namur - 2014 Royal Castors Braine - 2015 Royal Castors Braine - 2016 Castors Braine - 2017 Castors Braine - 2018 Castors Braine - 2019 Castors Braine - 2020 Castors Braine - 2021 BC Dexia SS Namur - 2022 Kangoeroes Basket Mechelen - 2023 Kangoeroes Basket Mechelen - 2024 Kangoeroes Basket Mechelen - 2025 Castors Braine |

## Individuele prijzen

### Speler van het Jaar
Speler van het Jaar is een prijs in het Belgische basketbal die gegeven wordt aan de beste Belgische speler en speelster van de hoogste Belgische basketbalklasse. De prijs wordt uitgedeeld aan het eind van het reguliere seizoen. Het referendum voor deze verkiezing wordt georganiseerd door Het Nieuwsblad.
Erelijst: zie Speler van het jaar (basketbal België)

### Belofte van het jaar
Belofte van het Jaar is een prijs die gegeven wordt aan de beste beloftevolle jonge speler en speelster van de hoogste Belgische basketbalklasse. De prijs wordt uitgedeeld aan het eind van het reguliere seizoen.
Erelijst: zie Belofte van het jaar (basketbal België)

### Coach van het jaar
Coach van het Jaar is een prijs die gegeven wordt aan de beste coach van een mannen- en vrouwenclub van de hoogste Belgische basketbalklasse. De prijs wordt uitgedeeld aan het eind van het reguliere seizoen.
Erelijst: zie Coach van het jaar (basketbal België)